# Dalbergia fusca
Dalbergia fusca är en ärtväxtart som beskrevs av Jean Baptiste Louis Pierre. Dalbergia fusca ingår i släktet Dalbergia, och familjen ärtväxter. Inga underarter finns listade i Catalogue of Life.